# Mirko Petrović
Mirko Petrović, črnogorski general, * 19. avgust 1820, † 20. julij 1867.